# Chiesa di San Leone Magno (Ruviano)
La chiesa di San Leone Magno è la parrocchiale di Ruviano, in provincia di Caserta e diocesi di Alife-Caiazzo; fa parte della forania di Caiazzo.

## Storia
L'esistenza di un luogo di culto a Ruviano è accertata a partire dal Basso Medioevo, dato che la prima citazione che ne attesta la presenza risale al 1326.
Nel 1590 questa chiesa fu elevata al rango parrocchiale con il titolo di arcipretale.
Ottemperando a un decreto emesso dal vescovo di Caiazzo Costantino Vigilante, nel 1774 si procedette alla costruzione della nuova parrocchiale, sorta con maggiori dimensioni e con un'ubicazione diversa rispetto all'antico luogo di culto.
Si rese necessario un ripristino dell'edificio per sanare i danni provocati dall'evento sismico del 1805.
La chiesa fu oggetto di un nuovo intervento di restauro condotto nel 1874.
Nel 1991 si provvide all'esecuzione dell'adeguamento liturgico secondo le usanze postconciliari mediante l'aggiunta dell'altare in marmo rivolto verso l'assemblea.

## Descrizione

### Esterno
La facciata a salienti della chiesa, rivolta a nordest, è suddivisa da una cornice marcapiano in due registri, entrambi scanditi da lesene con capitelli abbelliti da volute; l'ordine inferiore, più largo, presenta al centro il portale d'ingresso, sormontato da una raffigurazione del Santo patrono, mentre quello superiore è caratterizzato da una finestra e coronato dal timpano curvilineo spezzato.
Annesso alla parrocchiale è il campanile a base quadrata, la cui cella presenta su ogni lato una monofora a tutto sesto ed è coperta dal tetto a quattro falde.

### Interno
L'interno dell'edificio si compone di un'unica ampia navata, sulla quale si affacciano le cappelle laterali, introdotte da archi a tutto sesto, e le cui pareti sono scandite da lesene terminanti con capitelli compositi e sorreggenti la trabeazione modanata e aggettante sopra la quale si imposta la volta a botte; al termine dell'aula si sviluppa il presbiterio, rialzato di due gradini, coperti dalla cupola e chiusa dall'abside piana.
Qui sono conservate diverse opere di pregio, la maggiore delle quali la pala raffigurante San Leone e Santi, eseguita tra a fine del Sette e l'inizio dell'Ottocento.